# Eutetrapha cinnabarina
Eutetrapha cinnabarina är en skalbaggsart som beskrevs av Pu 1986. Eutetrapha cinnabarina ingår i släktet Eutetrapha och familjen långhorningar. Inga underarter finns listade i Catalogue of Life.